# Torre Alháquime
Torre Alháquime é um município da Espanha na província de Cádiz, comunidade autónoma da Andaluzia, de área 18 km² com população de 877 habitantes (2005) e densidade populacional de 51,04 hab/km².[1]

## Demografia
| Variação demográfica do município entre 1991 e 2004 | Variação demográfica do município entre 1991 e 2004 | Variação demográfica do município entre 1991 e 2004 | Variação demográfica do município entre 1991 e 2004 |
| --------------------------------------------------- | --------------------------------------------------- | --------------------------------------------------- | --------------------------------------------------- |
| 1991                                                | 1996                                                | 2001                                                | 2004                                                |
| 1023                                                | 1018                                                | 905                                                 | 883                                                 |